# تیراژه‌برگان
تیراژه‌برگ (نام علمی: Byblis) نام یک سرده از راسته گل‌سرخ‌سانان است.